# Steuerverfahrensrecht
Das Steuerverfahrensrecht
- a) regelt die Abläufe bei der Durchführung der Besteuerung
- b) regelt das Rechtsverhältnis zwischen Staat und Bürger bei der Festsetzung und Erhebung von Steuern
- c) beinhaltet die im Besteuerungsverfahren geltenden Rechte und Pflichten der Beteiligten

Das Steuerverfahrensrecht gilt für alle Ansprüche aus dem Steuerschuldverhältnis, also für Steuern, Steuervergütungen und steuerliche Nebenleistungen. Zu den zentralen Regelungsinhalten gehören daher die Vorschriften über Steuerbescheide.

## Deutschland/Österreich
Zentrale Verfahrensvorschrift ist im deutschen Steuerrecht die Abgabenordnung und im österreichischen Steuerrecht die Bundesabgabenordnung.
Das finanzgerichtliche Verfahren in Deutschland regelt die Finanzgerichtsordnung, in Österreich das Bundesgesetz über den unabhängigen Finanzsenat (UFSG).
Die wichtigsten Verfahren der deutschen Abgabenordnung sind:
- Ermittlungsverfahren
- Festsetzungs- und Feststellungsverfahren
- Bekanntgabeverfahren
- Erhebungsverfahren
- Vollstreckungsverfahren
- Korrekturverfahren
- Prüfungsverfahren
- Rechtsbehelfsverfahren
- Steuerstraf- und Bußgeldverfahren

Diese Verfahren sind Ausfluss der unten aufgelisteten Teilgebiete des Steuerverfahrensrechts.

## Schweiz
Im föderalistisch geprägten schweizerischen Steuerrecht fehlt es an einer ähnlichen bundeseinheitlichen Regelung, da die Steuerhoheit sich auf den Bund, die Kantone und die Gemeinden verteilt. Der Bund erhebt die Steuern, zu deren Erhebung ihn die Bundesverfassung ermächtigt, die einzelnen Kantone dürfen alle Steuern erheben, sofern die Bundesverfassung dies nicht verbietet. Die einzelnen Gemeinden dürfen Steuern nur im Rahmen der kantonalen Steuergesetzgebung erheben. Weiterhin sind in der Bundesverfassung die zentralen Besteuerungsgrundsätze verankert.

## Teilgebiete
Das Steuerverfahrensrecht gliedert sich im Wesentlichen in folgende Teilbereiche:
- Allgemeine Begriffsbestimmungen
- Rechte und Pflichte der Beteiligten
- Entstehung des Steueranspruchs
- Festsetzung des Steueranspruchs
- Erhebung des Steueranspruchs
- gerichtliches und außergerichtliches Rechtsmittelverfahren
- Durchführung von Außenprüfungen